# Diarylsulfide
| Diarylsulfide          |
| ---------------------- |
| Allgemeine Formel      |
| Diphenylsulfid         |
| 2-Naphthylphenylsulfid |

Als Diarylsulfide (auch Diarylthioether) werden in der Chemie organische Verbindungen bezeichnet, die als funktionelle Gruppe eine Thioether-Gruppe besitzen – ein Schwefelatom, das mit zwei Arylresten substituiert ist (Ar1–S–Ar2). Als Arylgruppe kommen unter anderem Phenyl, 1-Naphthyl, 2-Naphthyl etc. vor.
Das Diphenylsulfid (Ph–S–Ph) ist der bekannteste Diarylthioether.  

## Klassifizierung
Die Diarylthioether lassen sich in symmetrische und unsymmetrische Vertreter einteilen.
|               | Strukturformel         |
| ------------- | ---------------------- |
| symmetrisch   | Diphenylsulfid         |
| unsymmetrisch | 2-Naphthylphenylsulfid |

## Herstellung
Zur Synthese der Diarylsulfide sind mehrere Methoden beschrieben:
- Reaktion von z. B. dem Natriumsalz von Thiophenol mit Brombenzol
- Reaktion aromatischer Sulfenylhalogenide (z. B. Ar–S–Cl) mit einem Aren (Ar–H) unter Aluminiumchlorid-Katalyse. Dies ist eine elektrophile Substitution.[1]